# Aurelia Nobels
Aurelia Corine Nobels (Boston, 7 de janeiro de 2007) é uma automobilista belga-brasileira que atualmente compete na F1 Academy pela ART Grand Prix. Ela é membro da Ferrari Driver Academy.

## Biografia
Aurelia Corine Nobels nasceu em Boston, capital do estado de Massachusetts, nos Estados Unidos, sendo filha de um belga, Kevin Nobels, e de uma brasileira. Aurelia mora em São Paulo desde os três anos. Ela possui um irmão mais novo chamado Ethan, que também é piloto e competiu na Fórmula 4 Brasileira. Aurelia escolheu competir com a licença brasileira nas provas automobilísticas, e posteriormente, se naturalizou brasileira. Mesmo assim, ela corre com as bandeiras da Bélgica, dos EUA e do Brasil em seu capacete. Ela admira os pilotos Ayrton Senna, Charles Leclerc e Bia Figueiredo.

## Carreira

### Kart
Nobels começou no kart aos 10 anos, na escolinha de Tuka Rocha. Ao longo da carreira, teve conquistas importantes no Brasil e na Europa. Em 2020, ela correu no mundial de kart em Portugal, sendo a única menina no grid, e em 2021, conseguiu o oitavo lugar  conforme https://www.cronoelo.com.br/?fname=inc_resu&caid=211&etid=1 no Campeonato Brasileiro de Kart.

### Fórmula 4
Em 2022, aos 15 anos, Nobels fez a transição para os monopostos, fazendo sua estreia na temporada inaugural da Fórmula 4 Brasileira. A piloto correu pela TMG Racing, sendo a única menina do grid. Seu melhor resultado foi no Velo Città, onde foi a oitava na corrida 3. Ela somou sete pontos e foi a 16ª colocada.
Nesse mesmo ano, fez aparições na Nordic 4 e na Fórmula 4 Espanhola. Correu apenas três corridas em cada uma delas, mas seu melhor desempenho foi na competição dinamarquesa, onde somou dez pontos e foi a décima oitava colocada.

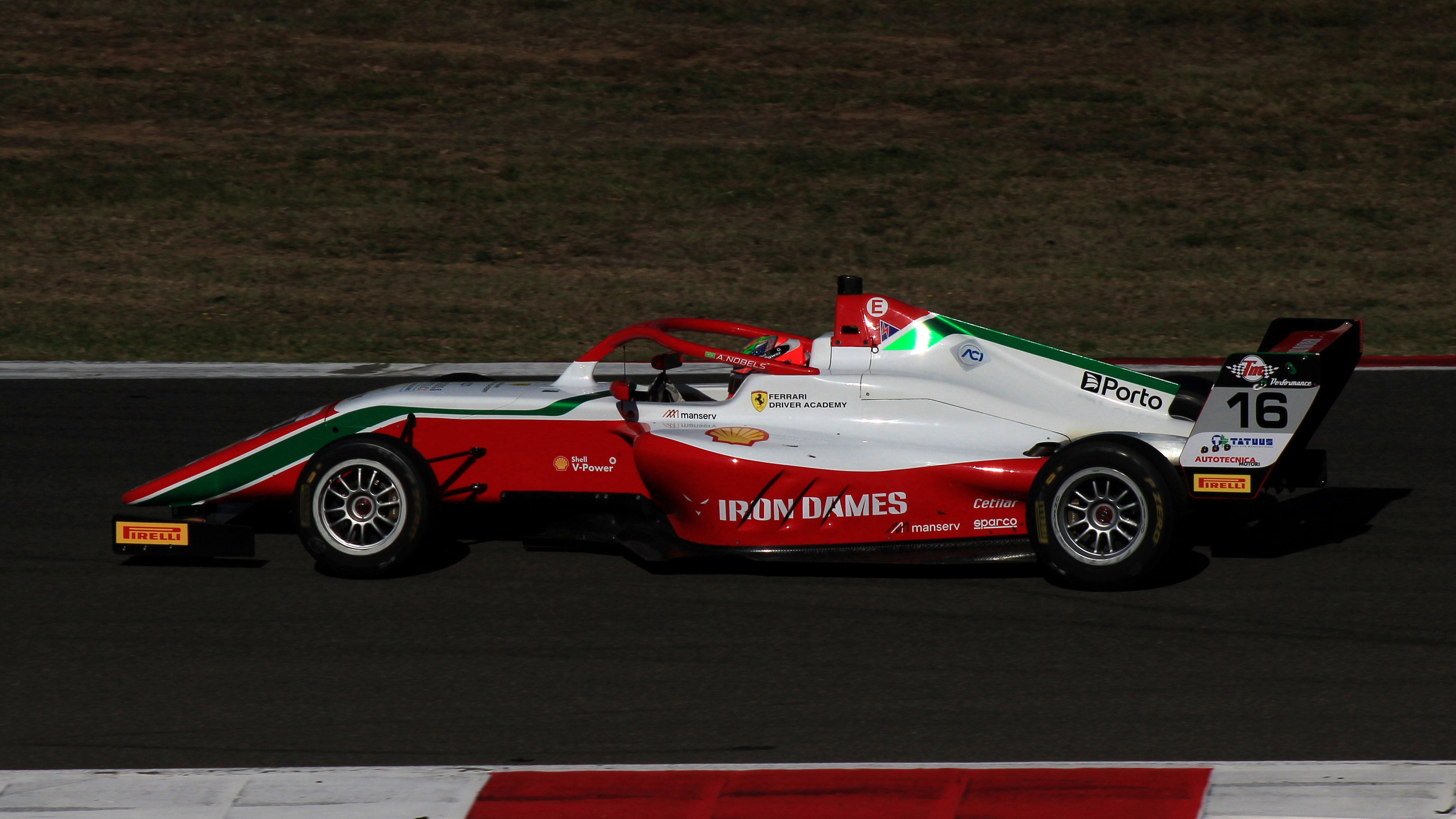
Nobels durante a etapa de Mugello da F4 Italiana

Em 2023, representou a Prema Racing em duas competições: a Euro 4 e a Fórmula 4 Italiana. Na primeira, fez apenas oito provas, e na segunda, participou de dezesseis. Mas Nobels não pontuou em nenhuma delas. Foi vigésima segunda colocada na Euro 4 e vigésima sexta na F4 Italiana. Porém, nesta última, Nobels conseguiu três vitórias entre as mulheres, o que a colocou na terceira posição do minicampeonato feminino.
Em 2024, Nobels se juntou à Saintéloc Racing para competir em seis corridas da F4 Emiradense, onde não somou pontos. Retornou à Euro 4 na rodada de Monza, mas sem pontuar. No entanto, seu melhor desempenho foi na temporada inaugural da F4 Saudita. Nobels participou de quatro provas na rodada de Lusail, pontuou em todas e ainda conquistou um pódio na quarta corrida. A piloto somou 26 pontos e ficou na 11ª colocação. Ela também pontuou em sua participação na F4 Britânica, onde correu na rodada tripla de Zandvoort e somou nove pontos.
Para 2025, Nobels se juntou à ART Grand Prix para correr na série de inverno da Eurocup-4, sucessora da F4 Espanhola. Suas companheiras também são mulheres: as estadunidenses Courtney Crone e Lia Block.

### F1 Academy

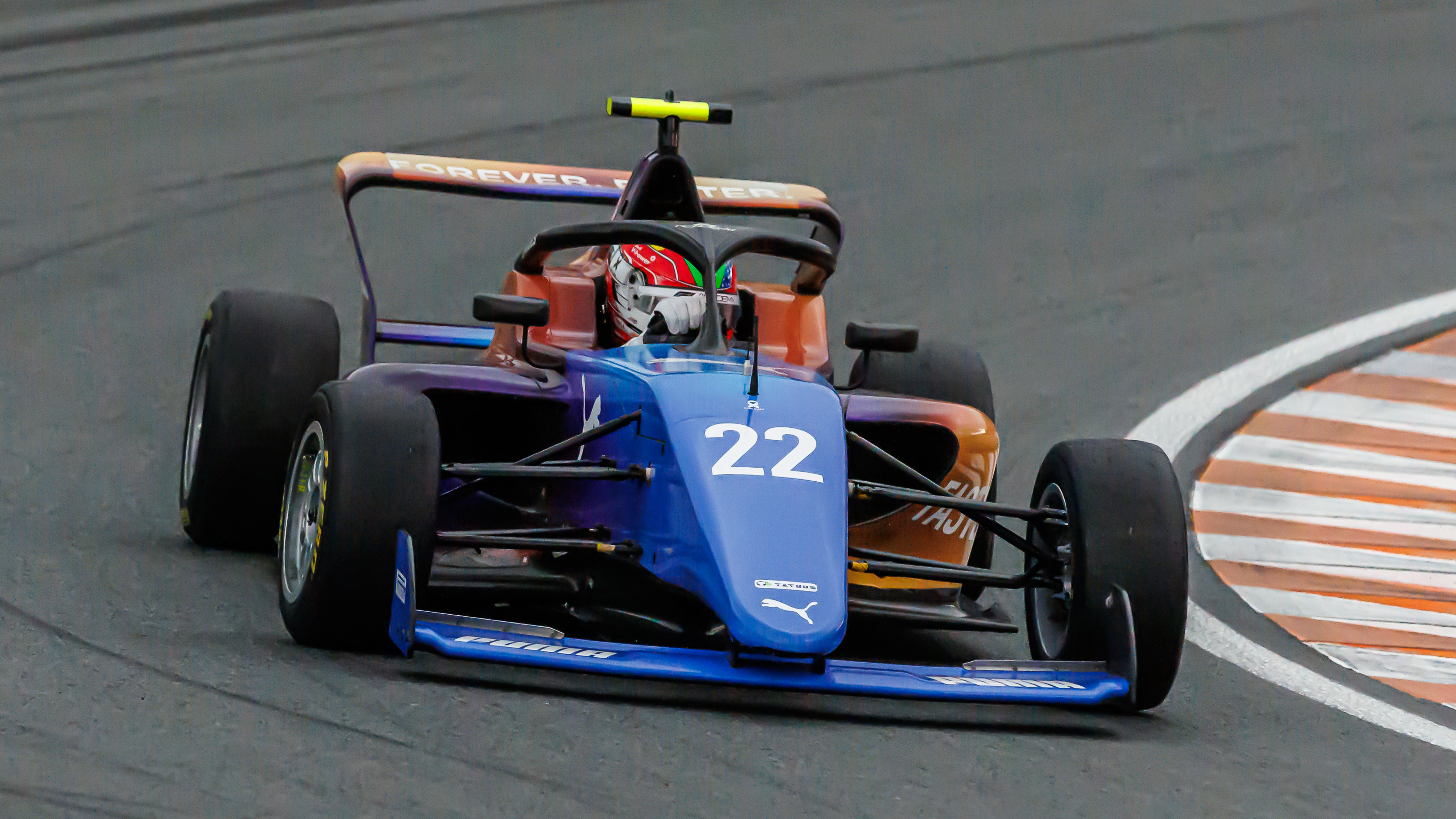
Nobels em Zandvoort em 2024

Em fevereiro de 2024, foi anunciado que Nobels participaria da F1 Academy pela equipe ART Grand Prix, com a piloto sendo apoiada pela Puma. Nobels pontuou em seis das catorze provas, e seu ápice na temporada foi em Zandvoort, quando foi sétima colocada na corrida 1 e quinta colocada na corrida 2. Ela somou 29 pontos, mesma quantidade que Emely de Heus, mas terminou na 12ª colocação porque a neerlandesa teve como melhor resultado um quarto lugar em Yas Marina.
Em janeiro de 2025, foi anunciado que Nobels seguiria na F1 Academy, representando a Puma e correndo com a ART.

### Fórmula 1
Em dezembro de 2022, Nobels venceu na categoria sênior o programa "Girls on Track - Racing Stars" organizado pela Federação Internacional de Automobilismo, conseguindo uma vaga na Ferrari Driver Academy.

## Registros na carreira

### Sumário
| Temporada | Categoria                                   | Equipe                | Corridas | Vitórias | Poles | V.M.R. | Pódios | Pontos | Class. |
| --------- | ------------------------------------------- | --------------------- | -------- | -------- | ----- | ------ | ------ | ------ | ------ |
| 2022      | Campeonato Brasileiro de Fórmula 4          | TMG Racing            | 12       | 0        | 0     | 0      | 0      | 7      | 16ª    |
| 2022      | Nordic 4                                    | STEP Motorsport       | 3        | 0        | 0     | 0      | 0      | 10     | 18ª    |
| 2022      | Campeonato Espanhol de F4                   | Fórmula de Campeones  | 3        | 0        | 0     | 0      | 0      | 0      | 39ª    |
| 2023      | Campeonato Italiano de F4                   | Prema Racing          | 16       | 0        | 0     | 0      | 0      | 0      | 26ª    |
| 2023      | Campeonato Euro 4                           | Prema Racing          | 8        | 0        | 0     | 0      | 0      | 0      | 22ª    |
| 2024      | Campeonato dos Emirados Árabes Unidos de F4 | Saintéloc Racing      | 6        | 0        | 0     | 0      | 0      | 0      | 38ª    |
| 2024      | F1 Academy                                  | ART Grand Prix        | 14       | 0        | 0     | 0      | 0      | 29     | 12ª    |
| 2024      | Campeonato da Arábia Saudita de F4          | Altawkilat Meritus.GP | 4        | 0        | 0     | 0      | 1      | 26     | 10ª    |
| 2024      | Campeonato Britânico de F4                  | Phinsys by Argenti    | 3        | 0        | 0     | 0      | 0      | 9      | 26ª    |
| 2025      | Eurocup-4 (Winter Series)                   | ART Grand Prix        | 3        | 0        | 0     | 0      | 0      | 0      | 21ª    |
| 2025      | F1 Academy                                  | ART Grand Prix        | 4        | 0        | 0     | 0      | 0      | 0      | 15ª    |